# Villa San Isidro
Villa San Isidro é uma comuna da província de Córdoba, na Argentina.